# Orgenomescos
Os Orgenomescos eram uma tribo cantábrica estabelecida no Norte da Península Ibérica, entre o rio Sela, nas Astúrias, e a zona oeste da Cantábria. O seu nome advém do céltico org-no - golpear, matar, saquear - e mesk - loucura, bebedeira; pelo que se pode traduzir o seu nome para «os que se embriagam com a matança».